# Landesbank Baden-Württemberg
Landesbank Baden-Württemberg (LBBW) es la compañía matriz de tres bancos comerciales y el Landesbank de algunos estados federados de Alemania. 

## Historia
El 1 de enero de 1999, Landesbank Baden-Württemberg (LBBW) fue creado mediante la fusión del SüdwestLB, Landesgirokasse, y el negocio de banca comercial del L-Bank. 
El 1 de agosto de 2005, Baden Württembergische Bank (BW-Bank) fue incorporado al LBBW como una institución legalmente dependiente según la ley pública. También como institución legalmente dependiente según la ley pública, el antiguo Landesbank Rheinland-Pfalz (Renania-Palatinado) fue integrado al Grupo LBBW el 1 de julio de 2008 bajo el nombre Rheinland-Pfalz Bank y el 1 de abril de 2008, el Grupo LBBW concentró sus actividades en Alemania Central (Turingia, Sajonia-Anhalt y Sajonia) bajo el paraguas del Sachsen Bank (Banco de Sajonia) - anteriormente Sachsen LB. 
LBBW es un banco comercial, que engloba todos los servicios, y es un banco central para todas las cajas de ahorros en Baden-Württemberg, Renania-Palatinado y Sajonia. La compañía está centrada en las tecnologías industriales, tecnologías de la información, software, telecomunicaciones, servicios innovadores y biociencia. Prefiere invertir en el Sur de Alemania, pero también considera inversiones en el resto de Alemania, Austria y Suiza.